# Margret Kiener Nellen
Margareta «Margret» Kiener Nellen (* 17. April 1953 in Bern; heimatberechtigt in Bolligen und Baltschieder) ist eine Schweizer Politikerin (SP). Sie war von 2003 bis 2019 Nationalrätin.

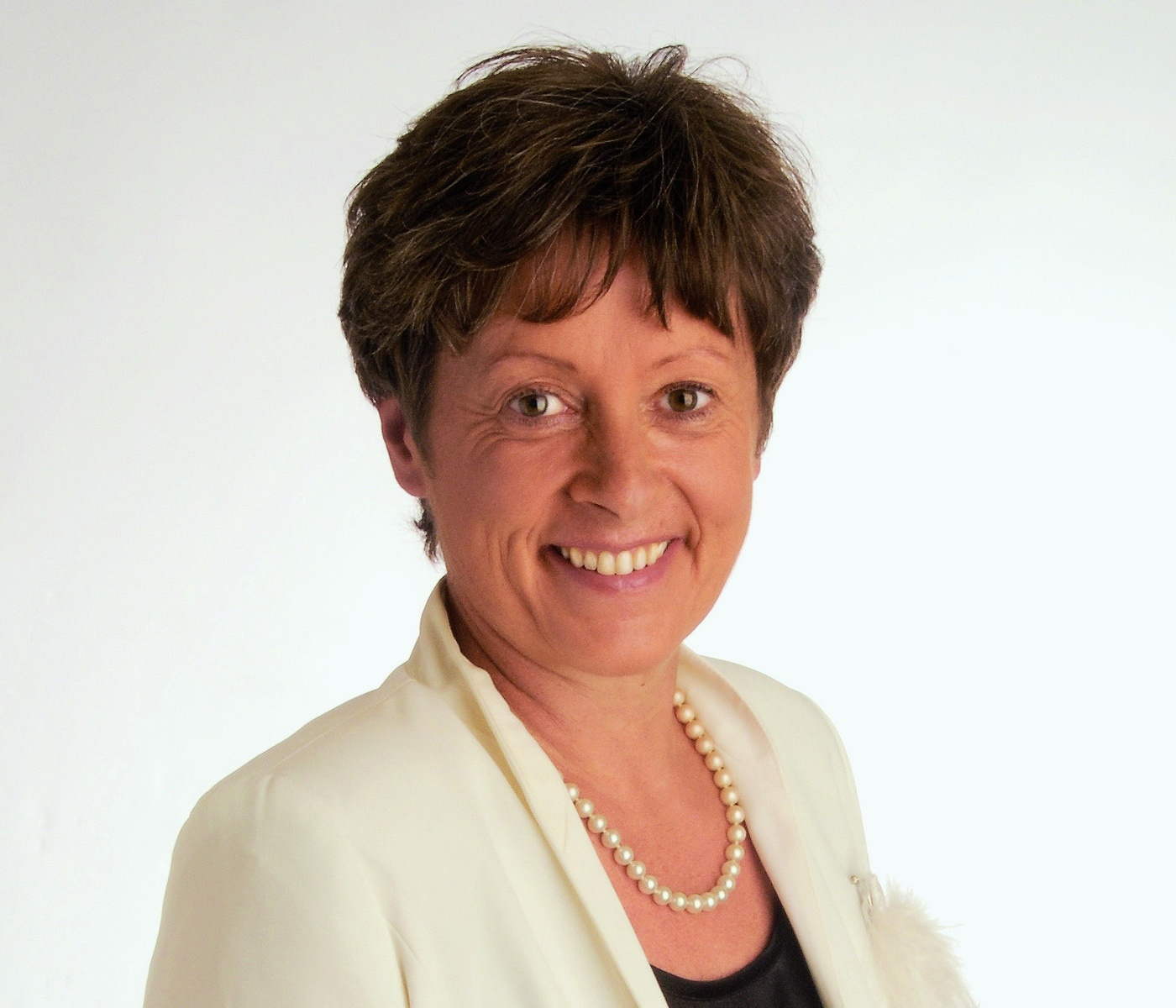
Margret Kiener Nellen (2008)

## Leben
Margret Kiener wuchs in Habstetten, Gemeinde Bolligen, auf. Ihr Vater Otto Kiener (SVP) war Gemeindepräsident von Bolligen und gehörte von 1962 bis 1974 dem Grossen Rat des Kantons Bern an.
Kiener Nellen liess sich zunächst an der ETI Genf zur diplomierten Übersetzerin ausbilden (Deutsch, Französisch, Englisch, Italienisch). Danach studierte sie an der Hochschule St. Gallen Wirtschaftsrecht und schloss 1981 mit dem Lizenziat ab. Für ihre Lizenziatsarbeit wurde sie mit dem Prof. Walter R. Schluep-Preis für die beste wirtschaftsjuristische und dem Walter Hug-Preis für die beste juristische Lizenziatsarbeit ausgezeichnet. 1987 erwarb sie das Anwaltspatent in Genf und führte seither ein eigenes Advokaturbüro in Bolligen. Seit dem 1. Juni 2013 ist sie Partnerin der Anwaltskanzlei Kiener & Nellen in Bern.
Sie ist seit 1982 verheiratet, hat zwei Söhne und wohnt in Habstetten, Gemeinde Bolligen.

## Politische Tätigkeit
Kiener Nellen war von 1992 bis 2000 Gemeinderätin von Bolligen, zuerst verantwortlich für das Ressort Polizei und ab 1997 für das Ressort Planung. Von 2001 bis 2008 war sie als erste Frau und Sozialdemokratin Gemeindepräsidentin von Bolligen. Bei den Gemeindepräsidiumswahlen 2008 wurde sie nicht wiedergewählt. Sie landete im ersten Wahlgang hinter Rudolf Burger (Bolligen, parteilos) und Erich Sterchi (SVP) auf dem dritten Platz, worauf sie auf die Teilnahme am zweiten Wahlgang verzichtete.
Von April 1990 bis November 2003 gehörte Kiener Nellen dem Grossen Rat des Kantons Bern an. Bei den Schweizer Parlamentswahlen 2003 wurde sie in den Nationalrat gewählt; 2007, 2011 und 2015 wurde sie bestätigt. Sie gehörte während ihrer ganzen Amtszeit der Finanzkommission an, die sie 2009 bis 2011 und 2015 bis 2017 als erste Frau präsidierte. Von 2007 bis 2011 war sie Mitglied der Gerichtskommission der Vereinigten Bundesversammlung und von 2011 bis 2015 der Kommission für Rechtsfragen des Nationalrates. Zudem war sie Mitglied der OSZE- und IPU-Delegationen der Schweizerischen Bundesversammlung. Sie präsidierte die Delegation der Schweizerischen Bundesversammlung bei der Parlamentarischen Versammlung (PV) der OSZE. An der Sommerkonferenz der PV OSZE im Juli 2018 in Berlin wurde sie zur Präsidentin der ständigen Kommission für Demokratie, Menschenrechte und humanitäre Fragen gewählt. In dieser Funktion leitete sie im Dezember 2018 sowie im Juni 2019 eine Menschenrechtsmission in die Ukraine. In der IPU nahm sie als einzige Schweizerin im Exekutivkomitee Einsitz und war Präsidentin des Subkomitees für Finanzen sowie Vizepräsidentin des Beirats für die Bekämpfung des Terrorismus und des gewalttätigen Extremismus. Von 2012 bis 2017 gehörte sie dem zehnköpfigen Komitee für Menschenrechte der IPU in Genf an, dessen Vizepräsidentin sie bis Januar 2017 war. Nach vier Legislaturperioden kandidierte sie bei den Wahlen 2019 nicht mehr; ihr Nationalratsmandat endete am 1. Dezember 2019.
Ab 1996 war Kiener Nellen Präsidentin des Mieterinnen- und Mieterverbands Kanton Bern (MVB). 2006 legte sie dieses Amt nieder, nachdem Medien berichtet hatten, dass sie als Vermieterin Mietern unrechtmässig Kosten verrechnet habe.
Margret Kiener Nellen gehörte 2011 zu den eher wohlhabenden Schweizer Parlamentariern. Gemäss einem Bericht der Zeitschrift Bilanz, gestützt auf das Wochenmagazin Weltwoche, betrug das steuerbare Vermögen des Ehepaares Kiener Nellen im Jahr 2011 ca. 10 Mio. CHF.
Im November 2014 kam Kiener Nellen unter medialen und parteiinternen Druck wegen eines Einkaufs ihres Ehemanns in die Pensionskasse, was als Steueroptimierung ausgelegt wurde. Sie reagierte darauf, indem sie sich entschuldigte und all ihre Steuerausweise offenlegte. Später nahm sie ihre Entschuldigung zurück und sprach von einer «millionenschweren, von langer Hand geplanten PR-Kampagne» ihrer politischen Gegner. Sie hielt fest, dass ihr Mann «genau das getan hat, was der Gesetzgeber ausdrücklich empfiehlt».

## Weitere Mandate
Kiener Nellen war von 2011 bis 2019 Präsidentin der Vereinigung Bernischer Sportverbände (bernsport) und sitzt im Beirat für den Schweizer Frauenfussball. Von 2004 bis Ende Juni 2016 war sie Stiftungsrätin des Universitätsspitals Insel Bern sowie Verwaltungsrätin des Berner Bildungszentrums Pflege. Sie engagiert sich zudem im internationalen Vorstand der FriedensFrauenWeltweit, in der Sozialkommission syndicom sowie im Patronatskomitee des Regionalen Naturparks Diemtigtal.

### Kontakte zu Belarus
Kiener Nellen setzte sich im Rahmen der OSZE dafür ein, dass Belarus an der OSZE-Jahrestagung in Minsk 2017 nicht wegen der fehlenden Freiheit der Meinungsäusserung gerügt werde, wie dies ein Resolutionsentwurf von Schweden gefordert hatte. Kiener Nellen hielt ein Votum gegen diesen Resolutionsentwurf, in dem sie anmerkte, dass die Freiheit der Meinungsäusserung auch in anderen Regionen der OSZE mit Füssen getreten werde; der schwedische Resolutionstext wurde schliesslich in der Plenumsabstimmung abgelehnt.
Kiener Nellen war Mitglied einer informellen parlamentarischen Gruppe Schweiz-Belarus und nahm an deren erstem Treffen in Bern im März 2018 teil. Zusammen mit Andreas Aebi und Filippo Lombardi war sie Co-Präsidentin der Gruppe.
Kiener Nellen ist Präsidentin des Freundschaftsvereins Schweiz-Belarus, der Anfang 2020 gegründet wurde. In dieser Funktion erhielt sie im Mai 2020 den Francysk-Skaryna-Orden für den persönlichen Beitrag zur Festigung der freundschaftlichen Verbindungen und Zusammenarbeit zwischen der Schweiz und Belarus. Im Juli 2020 organisierte Kiener Nellen eine Vereinsreise nach Belarus – nach Minsk, Gomel und in andere Regionen –, über die auch in den Medien von Belarus breit berichtet wurde.
Am 27. Januar 2020 erhielt Kiener Nellen den Titel einer Honorarprofessorin der Internationalen MITSO-Universität, einer ehemaligen sowjetischen Gewerkschaftsschule, die sich 1992 in Internationales Institut für Arbeits- und soziale Beziehungen umbenannt hatte. Als Spezialistin für Arbeitsrecht hielt sie an der MITSO sowie an einer Konferenz in Minsk im Februar 2020 Vorträge.